# Estoy Aquí
"Estoy Aquí" (tiếng Việt: "Tôi ở đây") là một đĩa đơn của ca sĩ người Colombia Shakira, trích từ album đầu tay của cô, Pies Descalzos. Bài hát đã từng đứng đầu bảng xếp hạng Billboard Latin Pop Songs và Latin Songs. Một phiên bản tiếng Bồ Đào Nha của bài hát mang tên "Estou Aqui" có mặt trong album phối lại đầu tiên của Shakira The Remixes vào năm 1997 đã rất thành công tại Brasil. Bài hát còn có một phiên bản tiếng Anh được phát hành trên Internet vào năm 2011. Estoy Aquí được biểu diễn trong 6 trên 7 tour diễn của Shakira.

## Video âm nhạc
"Estoy Aquí" là bài hát đầu tiên được chuyển thể thành đĩa đơn của album Pies Descalzos, được chỉ đạo bởi Simon Brand.

## Biểu diễn trực tiếp
Shakira đã từng biểu diễn "Estoy Aquí" trong 6 trên 7 tour lưu diễn của cô. Cô ấy lần đầu tiên biểu diễn nó tại Mexico City trong Tour Pies Descalzos (1996 - 1997). Nó được biểu diễn bởi Shakira hai lần nữa trong Tour Anfibio và Tour of the Mongoose, hai tour lưu diễn từ hai album phòng thu nổi tiếng của cô Dónde Están los Ladrones? và Laundry Service. Bài hát lại được biểu diễn lần tiếp theo trong Oral Fixation Tour, tour diễn thành công nhất của cô. Bài hát còn được biểu diễn tại The Sun Comes Out World Tour tại thành phố Rio de Janeiro vào năm 2011.
Bài hát có mặt trong album trực tiếp của Shakira, MTV Unplugged và được biểu diễn tại New York.

## Xếp hạng
| Bảng xếp hạng (1996)             | Thứ hạng cao nhất |
| -------------------------------- | ----------------- |
| U.S. Latin Songs (Billboard)     | 2                 |
| U.S. Latin Pop Songs (Billboard) | 1                 |

| Bảng xếp hạng (1996)         | Thứ hạng cao nhất |
| ---------------------------- | ----------------- |
| U.S. Latin Songs (Billboard) | 32                |